# دوروثيا شخولدر
كانت دوروثيا مارغريت شخولدر (بالإنجليزية: Dorothea Margrethe Schjoldager)‏ (من مواليد 19 سبتمبر 1853 - والمُتوفاة في 30 سبتمبر 1938) هي نسوية وناشطة في مجال حقوق المرأة عملت مدرسة وأخصائية اجتماعية.
وُلدت شخولدر في ترومسو بالنرويج. كانت ابنة هاجبرت نيلسن شخولدر (1823-1873) وآنا مارغريت فيجنشو (1832-1874). انتقلت عائلتها في عام 1862 إلى فاردو في فينمارك حيث نشأت كأكبر إخوتها الستة. تُوفي والداها في وقت مبكر، وتحملت المسؤولية الكاملة عن أشقائها الأصغر سنًا. عملت كمدرّسة في إحدى المدارس في فاردو في أول الأمر، ثم في ستاينشار وفي نور تروندلاغ، ومن عام 1875 عملت في كريستيانيا (أوسلو حاليًا). كما عملت كمعلمة في مدرسة موليرغيت من عام 1876 حتى عام 1923.
كانت شخولدر منخرطة بشكل كبير في العمل الاجتماعي بين المدمنين على الكحول والبغايا والسجناء والأطفال في الرعاية العامة، حيث شاركت بنشاط في الجمعية النرويجية لحقوق المرأة (Norsk Kvinnesaksforening) والمجلس الوطني النسائي النرويجي (Norske Kvinners Nasjonalråd). كما كانت عضوة مجلس إدارة في مؤسسة كريستيانيا فيرجيراد Kristiania vergeråd من عام 1900 إلى عام 1927. وفي عام 1901، بدأت في إنشاء أول منازل للأمهات غير المتزوجات فساهمت في النقاش العام، وجادلت لصالح الكهنة الإناث في كنيسة النرويج، وكذلك في أحقية النساء في العمال بالشرطة والسجون.
لم تتزوج شخولدر أبدًا وكانت أخت زوجة النرويجي هانز أنرود.